# Římskokatolická farnost Lobendava
Římskokatolická farnost Lobendava (lat. Lobendavia) je církevní správní jednotka sdružující římské katolíky na území obce Lobendava a v jejím okolí. Organizačně spadá do děčínského vikariátu, který je jedním z 10 vikariátů litoměřické diecéze. Centrem farnosti je kostel Navštívení Panny Marie v Lobendavě.

## Historie farnosti
Datum založení není známo. Matriky jsou vedeny od roku 1760. V roce 1674 byla farnost již kanonicky zřízena.

### Duchovní správcové vedoucí farnost
Začátek působnosti jmenovaného v duchovní správě farnosti od:
- 10. 3. 1659 Steph. Cometa
- 18. 4. 1664 Georg. Ign. Conrad
- 16. 10. 1668 Joann. Paul Gendermann
- 19. 6. 1674 Ambros. Legler
- 19. 11. 1693 Wenc. Duka
- 9. 7. 1709 Daniel Anton. Matousch
- 20. 4. 1729 Joann. Paul, † 14. 1. 1739
- 1739 Ignat. Jäger, † 1766 Brtníky
- 1742 Georg. Kraus, † 1747
- 1747 Conrad. Iulius Winkler
- 1755 Ioann. Klinger, † 1766
- 1766 Joan. Aug. Werffel, † 2. 5. 1807
- 3. 6. 1807 Clemens Scholz, n. 1753 † 4. 12. 1819
- 19. 3. 1820 Josef Heyne, n. 16. 4. 1774 Rumburk, o. 7. 12. 1799, † 17. 6. 1855
- 1853 Ign. Fischer, n. 22. 10. 1806 Presnic., o. 5. 8. 1831
  - 1858 par. vacat admin. int. Franc. Winkler
- 1859 Josef Schierz, n. 28. 11. 1820 Hilgersdorf, o. 25. 7. 1844, † 12. 9. 1900
  - 1900 par. vacat, admin. inter. Steph. Davídek
- 1901 Car. Karafiat, n. 21. 10. 1866 M. Třebová, o. 24. 5. 1891, † 5. 1. 1929
  - 1909 par. vacat, admin. inter. Jos. Walter
- 1910 Aug. Jakob, n. 12. 7. 1870 Šluknov, o. 17. 6. 1894
  - 1937 par. vacat, admin. inter. Rudolf Posselt
- 1. 5. 1937 Rudolf Posselt, n. 22. 6. 1899 Jablonec n. N., o. 1. 7. 1923
  - kol. 1940 Franz Ulrich, kaplan; n. 26. 9. 1911 Breslau, o. 25 2. 1940 Litoměřice, † 14. 7. 1971 Strasslach.[3] Zatčen 20. prosince 1941. Důvodem zatčení bylo podle nacistů, že rozleptával vnitřní sílu německého lidu a bylo nebezpečí, že bude ve svých rozkladných piklech pokračovat. Na svobodu byl propuštěn z Dachau 10. dubna 1945.[4]
- 1. 8. 1964 Hynek Šťastný
- 1. 8. 1970 František Appl, CSsR
- 1. 8. 1972 Emil Dorničák, OSA
- 1. 8. 1982 František Opletal
- 1. 8. 1990 Štefan Bednár
- 1. 8. 1994 Václav Horniak, SVD
- 1. 7.  2002 Milan Matfiak
- 1. 10. 2004 Stanisłav Bochenek, SVD
- 1. 7. 2009 Jacek Kotisz, admin. exc. z Dolní Poustevny[5]

Kromě kněží stojících v čele farnosti, působili ve farnosti v průběhu její historie i jiní kněží. Většinou pracovali jako farní vikáři, kaplani, katecheté, výpomocní duchovní aj.

## Území farnosti
Do farnosti náleží území těchto obcí:
- Horní Poustevna (Ober Einsiedel[p 2])
- Karlín (Karolinsthal[p 2])
- Lobendava (Lobendau[p 2])
- Marketa (Margarethendorf[p 2])
- Nová Víska (Neudörfel[p 2])
- Severní (Hielgersdorf[p 2])

## Římskokatolické sakrální stavby na území farnosti
| | Fotografie | Stavba                          | Místo      | Bohoslužby                      | Zeměpisné souřadnice            | Status          | Číslo kulturní památky           |
| Kostel | Kostel     | Kostel                          | Kostel     | Kostel                          | Kostel                          | Kostel          | Kostel                           |
| --- | ---------- | ------------------------------- | ---------- | ------------------------------- | ------------------------------- | --------------- | -------------------------------- |
| 1. |            | Kostel Navštívení Panny Marie   | Lobendava  | bližší informace o bohoslužbách | 51°1′14″ s. š., 14°19′ v. d.    | farní kostel    | 40752/5-3813 (Pk•MIS•Sez•Obr•WD) |
| Kaple |            |                                 |            |                                 |                                 |                 |                                  |
| 2. |            | Kaple svaté Anny                | Lobendava  | bližší informace o bohoslužbách | 51°0′58″ s. š., 14°19′40″ v. d. | kaple           | 46226/5-3815 (Pk•MIS•Sez•Obr•WD) |
| 3. |            | Kaple svatého Jáchyma           | Lobendava  | bohoslužby příležitostně        | 51°0′58″ s. š., 14°19′40″ v. d. | kaple           | 105431 (Pk•MIS•Sez•Obr•WD)       |
| 4. |            | Kaple Božího hrobu              | Lobendava  | bližší informace o bohoslužbách | 51°1′42″ s. š., 14°20′30″ v. d. | kaple           | —                                |
| 5. |            | Hřbitovní kaple                 | Lobendava  | bohoslužby příležitostně        | 51°1′21″ s. š., 14°19′2″ v. d.  | hřbitovní kaple | —                                |
| Křížové cesty |            |                                 |            |                                 |                                 |                 |                                  |
| 6. |            | Křížová cesta na Anenském vrchu | Lobendava  | bohoslužba příležitostně        | 51°1′3″ s. š., 14°19′38″ v. d.  | křížová cesta   | —                                |
| 7. |            | Křížová cesta na Jáchymu        | Lobendava  | bohoslužba příležitostně        | 51°1′42″ s. š., 14°20′32″ v. d. | křížová cesta   | 105431 (Pk•MIS•Sez•Obr•WD)       |
| Zaniklé objekty |            |                                 |            |                                 |                                 |                 |                                  |
| 8. |            | Kaple Nejsvětější Trojice       | Nová Víska | nelze sloužit                   | 51°0′28″ s. š., 14°16′55″ v. d. | zbořená kaple   | —                                |
| 9. |            | Kaple Anděla Strážce            | Severní    | nelze sloužit                   | 51°2′41″ s. š., 14°18′55″ v. d. | zbořená kaple   | —                                |
| Některé drobné sakrální stavby a pamětihodnosti lze dohledat zde v databázi Drobné sakrální památky Zaniklé sakrální stavby lze dohledat zde v databázi Poškozené a zničené kostely, kaple a synagogy v České republice |            |                                 |            |                                 |                                 |                 |                                  |

Ve farnosti se mohou nacházet i další drobné sakrální stavby, místa římskokatolického kultu a pamětihodnosti, které neobsahuje tato tabulka.

## Příslušnost k farnímu obvodu
Z důvodu efektivity duchovní správy byl vytvořen farní obvod (kolatura) farnosti Dolní Poustevna, jehož součástí je i farnost Lobendava, která je tak spravována excurrendo. Přehled těchto kolatur je v tabulce farních obvodů děčínského vikariátu.